# The Sunshine Underground
The Sunshine Underground é uma banda inglesa, de indie rock.
Tocam uma variedade de punk com funk e indie rock, produziu o álbum Raise the Alarm, regravado por City Rockers em Agosto de 2006. O nome da banda provém de uma música dos The Chemical Brothers, do seu álbum Surrender de 1999.

## Discografia

### Demos
- My Army EP (2004)

### Álbuns
- Raise the Alarm - (2006) - City Rockers
- Nobody's Coming To Save You (Fevereiro 2010) - City Rockers / EMI

### Canções
| Ano  | Som                               | Álbun           |
| ---- | --------------------------------- | --------------- |
| 2005 | "Put You in Your Place"           | Raise the Alarm |
| 2006 | "Commercial Breakdown"            | Raise the Alarm |
| 2006 | "I Ain't Losing Any Sleep"        | Raise the Alarm |
| 2006 | "Put You in Your Place" (reissue) | Raise the Alarm |
| 2006 | "Commercial Breakdown" (reissue)  | Raise the Alarm |
| 2007 | "Borders"                         | Raise the Alarm |